# Pat Patrick
Pat Patrick (23. listopadu 1929 East Moline, Illinois, USA – 31. prosince 1991 Moline, Illinois, USA) byl americký jazzový saxofonista (baryton a alt) a baskytarista, otec guvernéra státu Massachusetts Devala Patricka. Od roku 1950 až do své smrti byl s několika přestávkami členem skupiny Arkestra, kterou vedl Sun Ra. Mimo to doprovázel na turné Babatunde Olatunji a Thelonia Monka. Rovněž spolupracoval s mnoha hudebníky při studiovém nahrávání, řadí se mezi ně například Blue Mitchell, Jimmy Heath, Sam Jones nebo James Moody.